# Arxama
Arxama là một chi bướm đêm thuộc họ Crambidae.

## Các loài
- Arxama atralis Hampson, 1897
- Arxama cretacealis Hampson, 1906
- Arxama ochracealis Hampson, 1906
- Arxama subcervinalis Walker, 1866